# Siedlce
Siedlce ('ɕεdlʦε) ist eine kreisfreie Stadt in der Woiwodschaft Masowien in Polen.

## Geographie

### Geographische Lage
Die Stadt liegt jeweils etwa 80 km entfernt zwischen Warschau und Terespol, einer wichtigen polnischen Grenzstadt zu Belarus, an der Europastraße 30.

### Klima
Die Temperaturen schwanken im Durchschnitt in den Sommermonaten zwischen 12,2 °C bis 23,9 °C, im Winter zwischen −4 °C bis 1,2 °C. Der mittlere jährliche Niederschlag beträgt 552 mm.

## Geschichte
Die erste urkundliche Erwähnung des Ortes stammt von 1448 in Schriftstücken über die Bestimmung des Kirchenzehnten des Krakauer Bischofs Zbigniew Oleśnicki. Am 15. Januar 1547 erhielt der Ort unter dem Namen Nowa Siedlcza das Magdeburger Stadtrecht von Sigismund I. verliehen. Die Stadt befand sich im Besitz der Familie Olędzki. 1763 bis 1773 erfolgte der Bau des Rathauses. König Stanislaus II. August weilte 1783 in Siedlce. 1791 wurde die Mausoleumskapelle errichtet. 1795, bei der Dritten Teilung Polens, fiel die Stadt an Österreich und wurde Bezirksstadt. Bis 1807 war die Stadt in Privatbesitz verschiedener Familien. 1807 gaben die Eigentümer die Stadt gegen Grundstücke bei Lublin auf.
1810 bis 1815, während der Zeit des Großherzogtums Warschau, wurde die Stadt Teil desselben und Hauptstadt der Woiwodschaft Podlachien. Von 1815 bis 1915 gehörte Siedlce als Teil von Kongreßpolen zum russischen Reich und war Hauptstadt eines Gouvernements. 1827 wurde das Postgebäude errichtet. Zu Beginn des 19. Jahrhunderts entwickelte sich die Stadt, die zur Hälfte von Juden bewohnt war, sehr gut. 1854 bremst ein Feuer den Aufschwung und vernichtet etwa 45 % der Stadt. 1865 wütet erneut ein Feuer und vernichtet etwa 100 Häuser.
1867 wurde die Stadt an das Schienennetz angeschlossen, das sie jetzt mit Warschau und Terespol verbindet. 1869 wurde die Kirche des Heiligen Geistes eröffnet. 1884 wurde die Erweiterung des Schienennetzes abgeschlossen. Die Stadt hatte damit eine direkte Anbindung an Małkinia. 1892 wurde der Bau des jüdischen Krankenhauses abgeschlossen.
Nach dem Ende des Ersten Weltkrieges wurde die Stadt Sitz eines Powiats in der Woiwodschaft Lublin. Von den etwa 41.000 Einwohnern der Stadt waren 37 % jüdisch. Die Stadt ist seit 1925 Sitz des römisch-katholischen Bistums Siedlce mit der Kathedrale Mariä Geburt.
Nach dem deutschen Überfall auf Polen im September 1939 waren Kreis und Stadt Siedlce Teil des von Deutschland besetzten Generalgouvernements. Im Stadtzentrum wurde ein von der SS bewachtes großes Ghetto installiert, in dem etwa 15.000 Juden lebten. In einem separaten Gebäudekomplex wurden 1941 deutsche Roma, die im Zuge der Mai-Deportation 1940 ins Generalgouvernement deportiert worden waren, festgehalten. Beide Gruppen hatten in der Stadt und ihrer Umgebung Zwangsarbeit zu leisten. Eine zweite Deportation von Roma – aus dem Kreis Siedlce – in das große Ghetto geschah im Juni 1942. Am 19. August 1942 wurden die Juden aus Siedlce in das Vernichtungslager Treblinka abtransportiert. Dabei wurden auch Roma erschossen. Die überlebenden Roma wurden in das etwas außerhalb der Stadt gelegene kleine Ghetto überführt. Im September 1942 kam es erneut zu, wie zeitgenössische deutsche Quellen berichten, „Greueltaten“ eines deutschen „Sonderkommandos“ in der Kreisstadt. Während der Aktion Zamość, also des Germanisierungs- bzw. „Umvolkungsversuchs“ im Kontext des Generalplans Ost, wurde Siedlce als „Rentendorf“ Unterbringungsstation für 350 zwangsausgesiedelte Familien aus dem Distrikt Lublin, die Volksdeutschen Platz zu machen hatten. Ende Juli 1944 nahm die Rote Armee Siedlce ein. Die Einwohnerzahl betrug zu diesem Zeitpunkt noch 27.500, die Stadt war zur Hälfte zerstört.
1949 wurde die Stadt Teil der Woiwodschaft Warschau. Bei einer Verwaltungsreform 1975 wurde sie Sitz der gleichnamigen Woiwodschaft Siedlce. Bei der erneuten Verwaltungsreform 1999 verlor die Stadt den Status wieder und wurde Teil der Woiwodschaft Masowien. Im selben Jahr am 10. Juni besuchte Papst Johannes Paul II. die Stadt.

### Einwohnerentwicklung
| Jahr | Einwohnerzahl |
| ---- | ------------- |
| 1914 | 30.000        |
| 1939 | 41.294        |
| 1944 | 27.584        |
| 2000 | 76.667        |
| 2004 | 76.943        |

## Landgemeinde
Zur Landgemeinde Siedlce gehören 37 Ortschaften, davon 35 mit einem Schulzenamt. Die Stadt Siedlce ist Sitz dieser Gmina, gehört ihr aber nicht an.

## Politik und Verwaltung

### Stadtpräsident
An der Spitze der Stadtverwaltung steht der Stadtpräsident. Von 2006 bis 2018 war dies Wojciech Kudelski (PiS), der bei der turnusmäßigen Wahl im Oktober 2018 nicht erneut kandidierte. Sein Nachfolger wurde der parteilose Andrzej Sitnik, der bei der Wahl 2024 seinerseits dem PiS-Mitglied Tomasz Hapunowicz unterlag, der mit seinem eigenen Wahlkomitee antrat. Die Wahl 2024 führte zu folgenden Ergebnis:
- Tomasz Hapunowicz (Wahlkomitee „Tomasz Hapunowicz – Zustimmung und Entwicklung“) 40,8 % der Stimmen
- Andrzej Sitnik (Wahlkomitee des „parteilosen Einwohnervereins Siedlce“ und der Koalicja Obywatelska) 33,2 % der Stimmen
- Grzegorz Orzełowski (Wahlkomitee „Grzegorz Orzełowski – Ich liebe Siedlce“) 17,6 % der Stimmen
- Krzysztof Mulawa (Konfederacja und unabhängige lokale Verwaltungen) 6,4 % der Stimmen
- Wojciech Radzikowski (Wahlkomitee Wojciech Radzikowski) 2,0 % der Stimmen

In der damit notwendig gewordenen Stichwahl konnte sich das PiS-Mitglied Hapunowicz mit 53,3 % der Stimmen gegen Amtsinhaber Sitnik durchsetzten und neuer Stadtpräsident werden.
Die Wahl 2018 führte zu folgenden Ergebnis:
- Karol Tchórzewski (Prawo i Sprawiedliwość) 42,0 % der Stimmen
- Andrzej Sitnik (Wahlkomitee des „parteilosen Einwohnervereins Siedlce“) 32,9 % der Stimmen
- Magdalena Daniel (Wahlkomitee „besseres Siedlce“) 20,9 % der Stimmen
- Marek Ciuhak (Kukiz’15) 4,2 % der Stimmen

In der damit notwendig gewordenen Stichwahl konnte sich mit Sitnik der Zweitplatzierte des ersten Durchgangs mit 56,0 % der Stimmen gegen den PiS-Kandidaten Tchórzewski durchsetzten und neuer Stadtpräsident werden.

### Stadtrat
Der Stadtrat umfasst 23 Mitglieder, die direkt gewählt werden. Die Wahl im April 2024 führte zu folgendem Ergebnis:
- Wahlkomitee „Tomasz Hapunowicz – Zustimmung und Entwicklung“ 40,2 % der Stimmen, 11 Sitze
- Wahlkomitee des „parteilosen Einwohnervereins Siedlce“ und der Koalicja Obywatelska 34,1 % der Stimmen, 9 Sitze
- Wahlkomitee „Grzegorz Orzełowski – Ich liebe Siedlce“ 16,0 % der Stimmen, 3 Sitze
- Konfederacja und unabhängige lokale Verwaltungen 7,8  % der Stimmen, kein Sitz
- Wahlkomitee Wojciech Radzikowski 1,9  % der Stimmen, kein Sitz

Die Wahl im Oktober 2018 führte zu folgendem Ergebnis:
- Prawo i Sprawiedliwość (PiS) 46,2 % der Stimmen, 12 Sitze
- Wahlkomitee „besseres Siedlce“ 25,1 % der Stimmen, 5 Sitze
- Wahlkomitee des „parteilosen Einwohnervereins Siedlce“ 23,1 % der Stimmen, 6 Sitze
- Kukiz’15 5,5  % der Stimmen, kein Sitz

### Städtepartnerschaften
- Berdytschiw
- Dasing
- Pescantina
- Sabinov
- Region Vilnius
- Nevers[10]

## Bildung und Museen
In der Stadt befindet sich die Natur- und Geisteswissenschaftliche Universität Siedlce.
Es gibt in Siedlce drei Museen: das Regionalmuseum, das Museum „Johannes Paul II.“ und das Diözesanmuseum. Weiterhin gibt es zwei Galerien, die Akademische Galerie und die Schulgalerie „New Art“.

## Ansässige Unternehmen

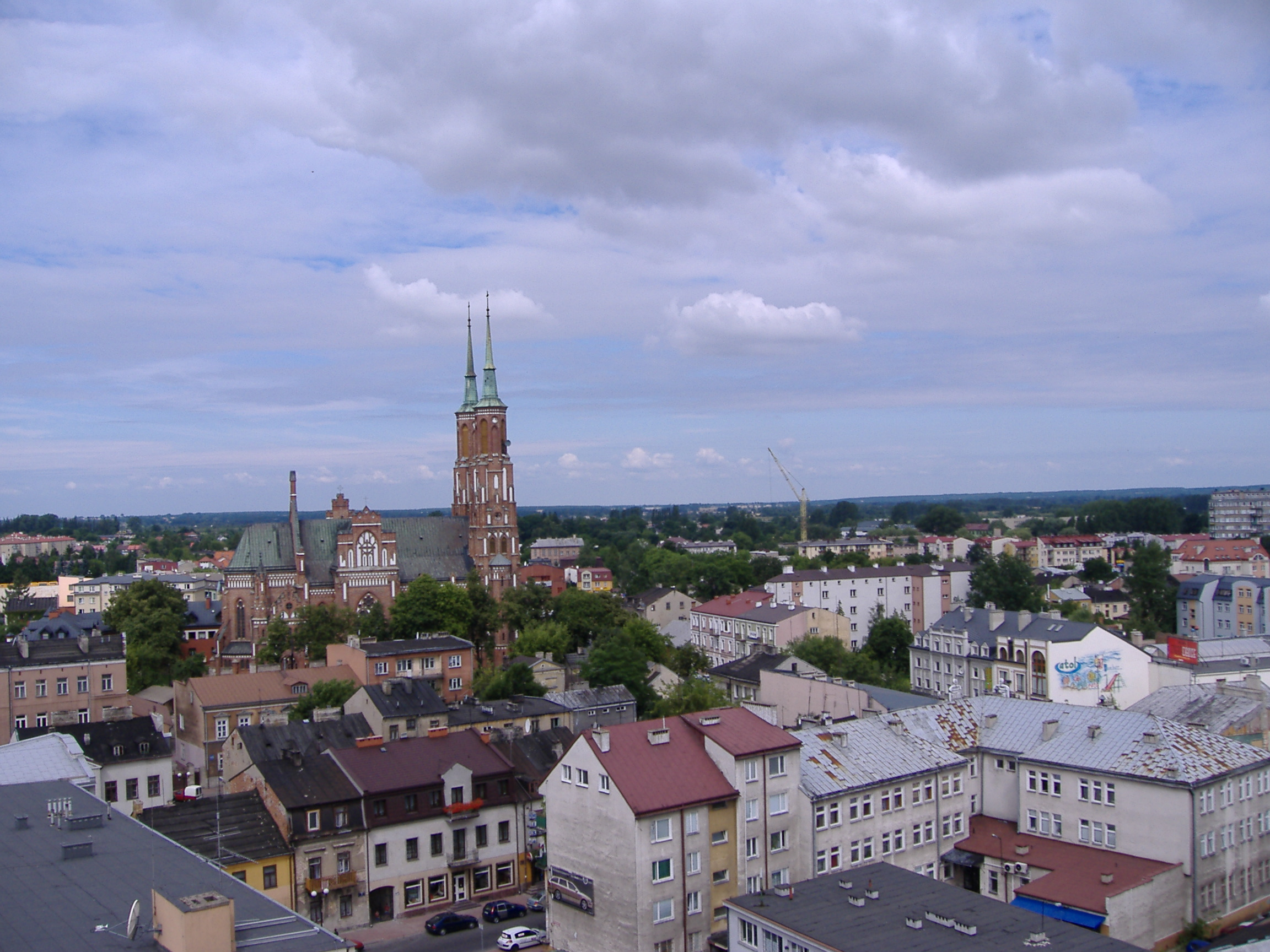
Siedlce

Größter Arbeitgeber der Region ist Mostostal Siedlce, der in Siedlce vor allem im Bereich Leichtbau tätig ist.
- FENES SA, Spanwerkzeuge
- ZPP Auto Sp. z o.o., Zulieferer der Automobilindustrie
- Genossenschaft PSI, Federn
- Stadler Polska Sp. z o.o., eine Firma der Stadler-Rail-Gruppe, Schienenfahrzeuge

Des Weiteren wird in Siedlce Chopin Vodka produziert.

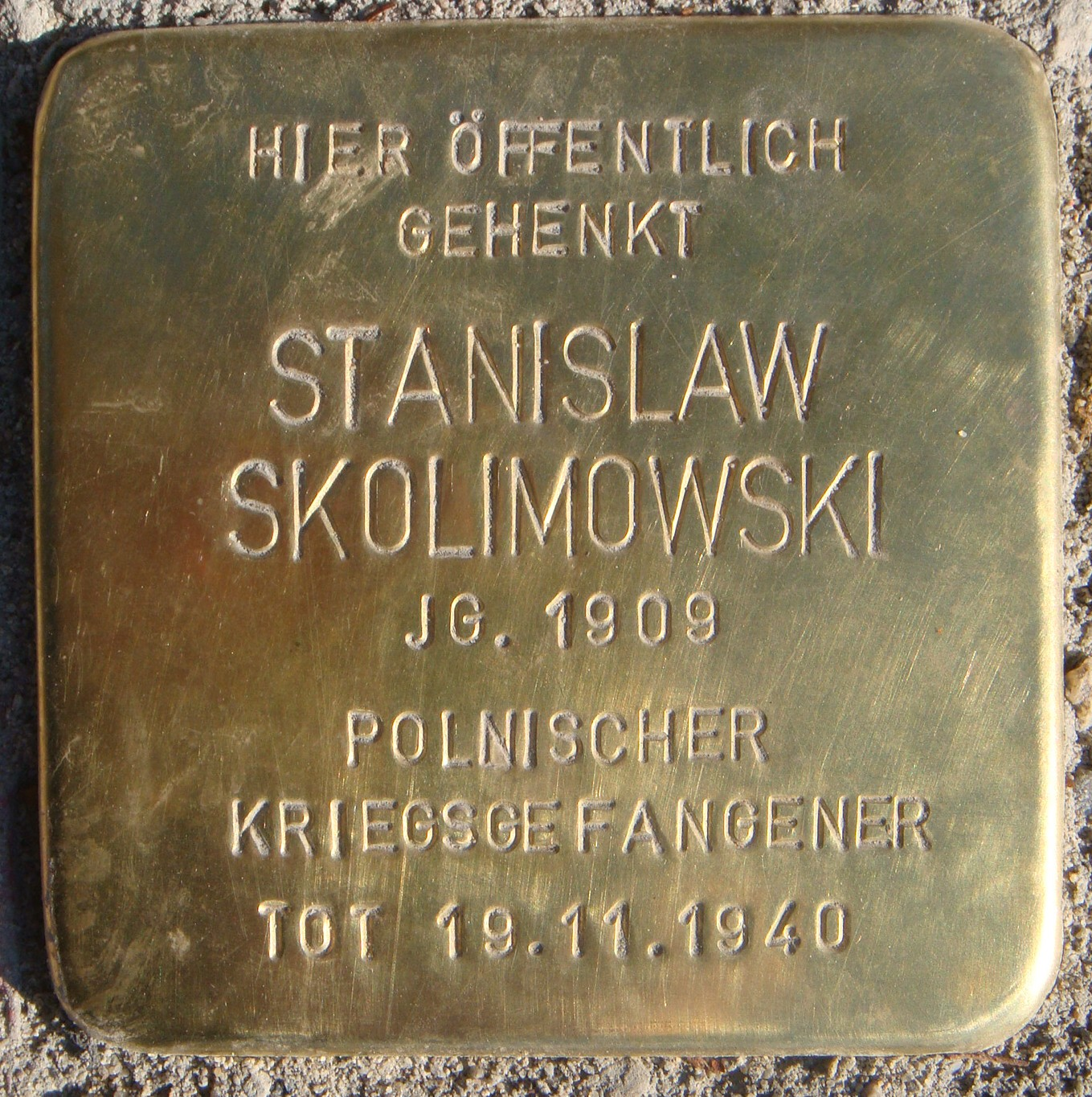
Stolperstein in Buttstädt für Stanisław Skolimowski

## Söhne und Töchter der Stadt
- Jan Skrzynecki (1786–1860), General
- Eugeniusz Pankiewicz (1857–1898), Komponist und Pianist
- Bernard Goldstein (1889–1959), Politiker, Mitglied des Allgemeinen Jüdischen Arbeiterbunds (Bund)
- Stanisław Skolimowski; * 8. Mai 1909; † 19. November 1940 in Buttstädt;[11][12] als polnischer Kriegsgefangener wegen einer angeblichen Liebesbeziehung zu einer Deutschen 1940 öffentlich gehenkt.[13] In Buttstädt erinnert ein Stolperstein an ihn.[14]
- Wladimir Tschelomei (1914–1984), sowjetischer Konstrukteur von Lenkwaffen und Raketen
- Jerzy Tchórzewski (1928–1999), Maler, Grafiker und Kunstpädagoge
- Włodzimierz Jastrzębski (1939–2024), Historiker
- Arkadiusz Protasiuk (1974–2010), Pilot und Flugkapitän der polnischen Luftstreitkräfte (Opfer des Flugunfalls von Smolensk 2010)
- Damian Izdebski (* 1976), österreichischer Unternehmer, Autor und Ex-Rallyefahrer polnischer Herkunft
- Artur Boruc (* 1980), Fußballspieler
- Monika Schneider (* 1983), Tennisspielerin
- Jacek Kiełb (* 1988), Fußballspieler
- Katarzyna Grzybowska (* 1989), Tischtennisspielerin
- Tomasz Jaszczuk (* 1992), Leichtathlet
- Łukasz Niedziałek (* 2000), Geher

## Sonstiges
1998 wurde im Ort ein SOS-Kinderdorf fertiggestellt.